# تل حلیف
تل حلیف، سابقاً تل حلیفا (عبری: תל חליף‎، نام عربی: تل الخویلیفه) محوطه‌ای باستانی، و تپهای در شمال صحرای نگب، در غرب کیبوتص لهاو در اسرائیل است.
آلبرشت آلت پیشنهاد کرد که این مکان شهر سیکلاگ نامبرده شده در کتاب مقدس است. شواهد دیگری نیز وجود دارد مبنی بر اینکه این محل مکان ریمون است.
کاوش‌های پیرامون تل‌حلیف، از جمله فعالیت‌های تحقیقاتی مؤسسه باستان‌شناسی کاب به عنوان بخشی از پروژه تحقیقاتی لاهاو بود که توسط جو سگر در سال ۱۹۷۴ ترتیب داده شد

## برای مطالعهٔ بیشتر
- نبرد تل ال خویلفه